# Кетоальдози

Кетоальдози

Кетоальдози (рос. кетоальдозы (альдокетозы, альдозулозы), англ. ketoaldoses) — моносахариди, які містять альдегідну або кетонну карбонільні групи в рівновазі з внутрімолекулярними геміацетальними формами.